# 夜の花火
『夜の花火』（よるのはなび）は、TBS系列の『木曜座』（木曜日22：00 - 22：54）にて、1981年4月2日から7月16日まで全16回放送されたテレビドラマ。原作は五木寛之。毎日放送（MBS）制作。ステレオ放送で、テレビドラマに於いては、同局初のステレオ制作である。

## あらすじ
舞台は富山県・宇奈月温泉。この温泉地にある日、伝説のスター歌手・十条克也がやって来た。音楽事務所の社長を父に持つ涼子は、克也を歌手としてカムバックさせようとする。しかし、克也は6年前、涼子の母・和代とスキャンダルを引き起こし、音楽界から身を引き失踪した過去を持っていた・・・。

## キャスト
- 鳴海涼子：松坂慶子
- 十条克也：本田博太郎
- 守（涼子の養父）：宇野重吉
- 鳴海和代（涼子の母）：草笛光子
- 雨宮慎吾（克也の事件の真相を追求するテレビ局の記者）：渡瀬恒彦
- 鳴海松郎（音楽事務所社長）：中丸忠雄
- 紀子（慎吾の恋人）：樋口可南子

ほか

## スタッフ
- 原作：五木寛之
- 脚本：岩間芳樹
- 演出：瀬木宏康
- 技術協力：東通
- プロデューサー：小橋玲子、篠原茂
- 製作：毎日放送、テレパック

## 主題歌
- 「あなたに逢いたい」（八代亜紀）
  - 作詞：五木寛之／作曲：弦哲也／編曲：竜崎孝路

## サブタイトル
1. 幻のマイマザー
2. 雪の日のおくりもの
3. 過去への招待
4. 旅立ちのとき
5. ふたりの街で
6. それぞれの歌
7. 愛のかげり
8. 傷のいたみ
9. 哀しい衝撃
10. よみがえる歌
11. 幻の霧がとけて
12. 再会のとき
13. 崩れゆくもの
14. 愛のゆくえ
15. 歌のわかれ
16. 道あらたに…

| TBS系 「木曜座」（本番組より毎日放送制作枠） | TBS系 「木曜座」（本番組より毎日放送制作枠） | TBS系 「木曜座」（本番組より毎日放送制作枠） |
| 前番組                                       | 番組名                                       | 次番組                                       |
| -------------------------------------------- | -------------------------------------------- | -------------------------------------------- |
| 微笑天使                                     | 夜の花火                                     | 虹色の森                                     |